# روجر غودل
روجر غودل (بالإنجليزية: Roger Goodell)‏ هو شخصية أعمال أمريكي، ولد في 19 فبراير 1959 في جيمستاون في الولايات المتحدة.

## وصلات خارجية
- روجر غودل على موقع IMDb (الإنجليزية)
- روجر غودل على موقع الموسوعة البريطانية (الإنجليزية)
- روجر غودل على موقع إن إن دي بي (الإنجليزية)